# Куклев, Александр Анатольевич
Александр Анатольевич Куклев (род. 26 августа 1961, Чимкент) — советский и российский футболист, защитник, нападающий, тренер.
Воспитанник чимкентского футбола, тренер Николай Федорович Казанков. В 1978 году начал играть в команде второй лиги «Металлург» Чимкент. После выступления на турнире «Переправа» вместе с рядом игроков был приглашён в «Кайрат». За команду в высшей лиге в 1980—1982, 1984—1985 годах сыграл 95 матчей, забил один гол. В первой лиге (1983) — 37 матчей, два гола. Имел кличку Клаус. Получал приглашения от московского «Спартака», донецкого «Шахтера». Во второй лиге СССР и России играл за клубы «Нефтяник» Фергана (1989), «Навбахор» Наманган (1990), «Металлург» Новотроицк (1992).
Работал детским тренером в «Кайрате», затем в — ДЮСШ «Урожай» имени Владимира Викторовича Симоненко (Славянск-на-Кубани).
Жена Ольга (с 1983 года), сыновья Игорь и Александр.